# Budak (Stankovci)
Budak je selo u Zadarskoj županiji. 

## Upravna organizacija
Pripada općini Stankovcima.

## Promet
Nalazi se duž državne ceste D27. Jugoistočno se nalaze Stankovci.

## Stanovništvo
Prema popisu 1991., u Budaku su živjela 537 stanovnika od čega 498 Hrvata.
Prema popisu iz 2011. u naselju je živjelo 402 stanovnika.
| broj stanovnika | 180   |       | 239   | 246   | 325   | 350   | 411   | 441   | 519   | 521   | 533   | 500   | 571   | 537   | 426   | 402   | 342   |
|                 | 1857. | 1869. | 1880. | 1890. | 1900. | 1910. | 1921. | 1931. | 1948. | 1953. | 1961. | 1971. | 1981. | 1991. | 2001. | 2011. | 2021. |

## Kultura
- ostatci kaštela Budak (kula)